# Гроув-Сіті (Пенсільванія)
Гроув-Сіті (англ. Grove City) — місто (англ. borough) в США, в окрузі Мерсер штату Пенсільванія. Населення — 7871 особа (2020).

## Географія
Гроув-Сіті розташований за координатами 41°9′26″ пн. ш. 80°5′19″ зх. д. / 41.15722° пн. ш. 80.08861° зх. д. (41.157116, -80.088596).  За даними Бюро перепису населення США в 2010 році місто мало площу 6,99 км², з яких 6,97 км² — суходіл та 0,01 км² — водойми.

## Демографія
Згідно з переписом 2010 року, у селищі мешкали 8322 особи в 2590 домогосподарствах у складі 1525 родин. Густота населення становила 1191 особа/км².  Було 2834 помешкання (406/км²).
Расовий склад населення:
| - 96,0 % — білих - 1,4 % — азіатів - 1,3 % — чорних або афроамериканців - 0,2 % — корінних американців |

До двох чи більше рас належало 1,0 %. Частка іспаномовних становила 1,1 % від усіх жителів.
За віковим діапазоном населення розподілялося таким чином: 16,0 % — особи молодші 18 років, 69,3 % — особи у віці 18—64 років, 14,7 % — особи у віці 65 років та старші. Медіана віку мешканця становила 24,7 року. На 100 осіб жіночої статі у селищі припадало 88,9 чоловіків;  на 100 жінок у віці від 18 років та старших — 86,3 чоловіків також старших 18 років.
Середній дохід на одне домашнє господарство  становив 51 409 доларів США (медіана — 42 720), а середній дохід на одну сім'ю — 65 961 долар (медіана — 61 504). Медіана доходів становила 40 048 доларів для чоловіків та 32 819 доларів для жінок. За межею бідності перебувало 11,1 % осіб, у тому числі 18,3 % дітей у віці до 18 років та 5,1 % осіб у віці 65 років та старших.
Цивільне працевлаштоване населення становило 3735 осіб. Основні галузі зайнятості: освіта, охорона здоров'я та соціальна допомога — 35,9 %, роздрібна торгівля — 13,4 %, мистецтво, розваги та відпочинок — 13,4 %.

## Коледж Гроув-Сіті
Місто відомо своїм коледжем — заснованим у 1876 р.  Коледж Гроув-Сіті, який є приватним, консервативним, християнським гуманітарним коледжем. Однією з його особливостей є орієнтація на ідеї Австрійської школи економіки.  